# Stilpon limitaris
Stilpon limitaris är en tvåvingeart som beskrevs av Meg S. Cumming 1992. Stilpon limitaris ingår i släktet Stilpon och familjen puckeldansflugor. Inga underarter finns listade i Catalogue of Life.